# Aeroporto de Aweil
O Aeroporto de Aweil (ICAO: HSAW) é um aeroporto localizado na cidade de Aweil, no Sudão do Sul. Situado a 636 quilômetros da capital do país Juba.